# Hercus rufithorax
Hercus rufithorax là một loài tò vò trong họ Ichneumonidae.